# Plethodon kiamichi
Plethodon kiamichi é uma espécie de salamandra da família Plethodontidae.
É encontrada nas Montanhas Kiamichi e Montanhas Redondas de Le Flore County no leste de Oklahoma, e Polk County no ocidental Arkansas.
Os seus habitats naturais são: florestas temperadas.
Está ameaçada por perda de habitat.